# Stefano Ittar

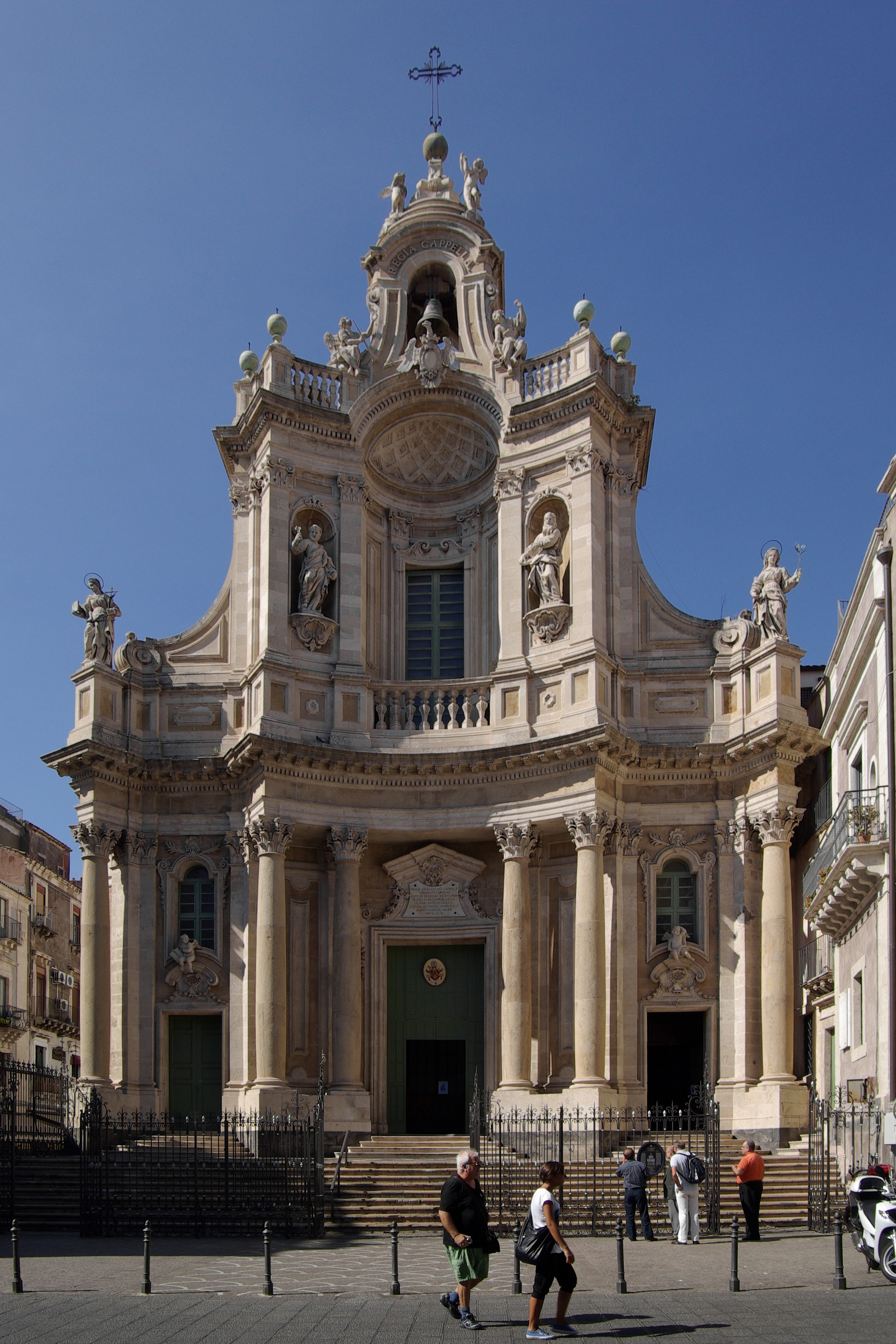
Fassade der Collegiata in Catania aus Kalk- und Sandstein in verschiedenen Farbtönen.

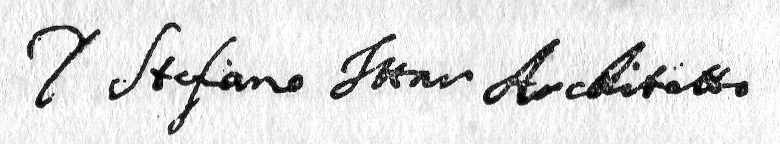
Unterschrift (1769).

Stefano Ittar (* 15. März 1724 in Owrutsch, polnisch Owrucz, Ukraine; † 18. Januar 1790 in Valletta, Malta) war ein polnischer Architekt. Er gilt als letzter bedeutender Vertreter des Spätbarocks in Catania, wandte sich dann aber in Malta dem Neoklassizismus (in der internationalen Bedeutung des Begriffs) zu.

## Ukraine

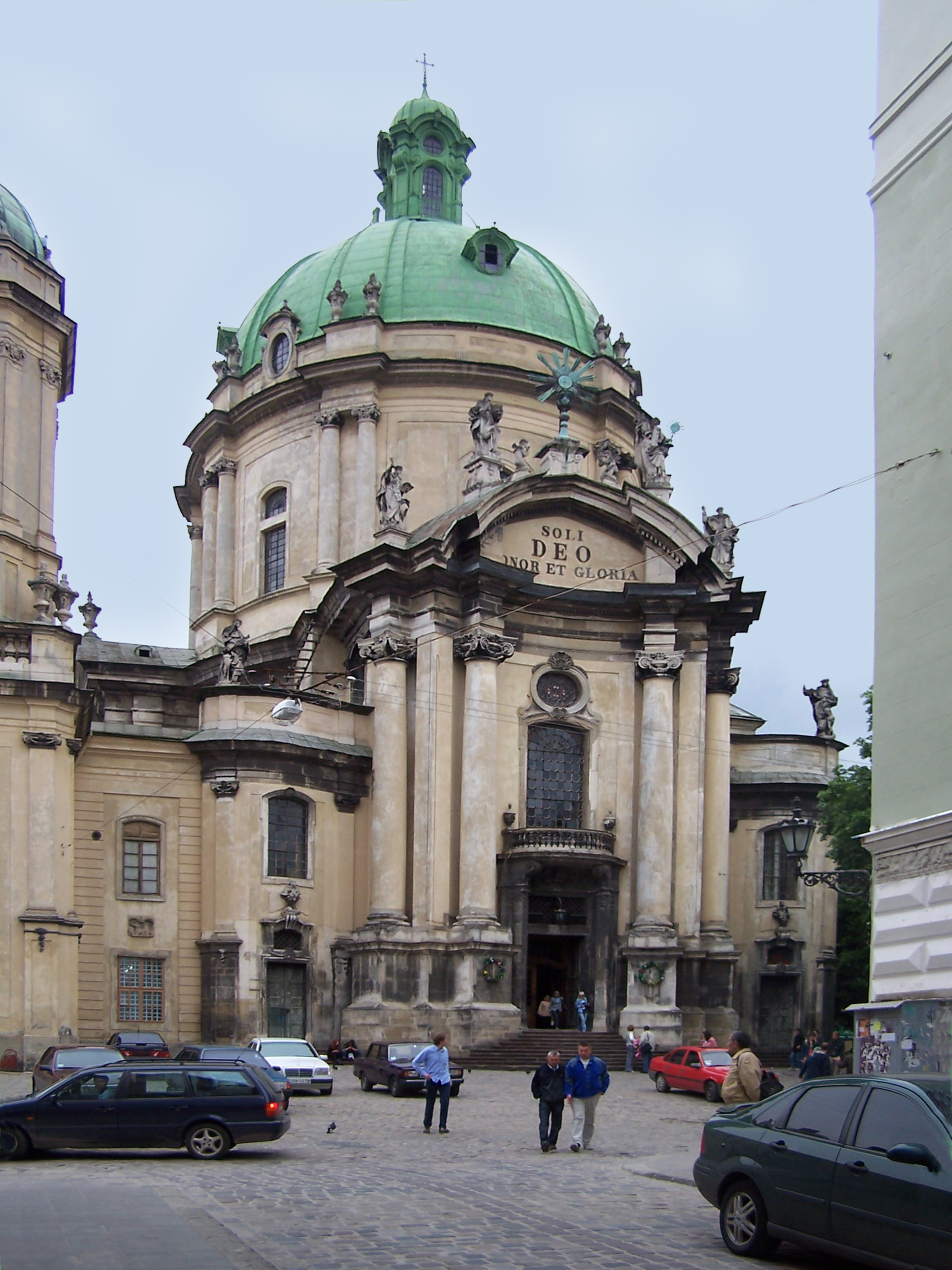
Jan de Witte: Dominikanerkirche in Lwiw.

Über Ittars Herkunft und Ausbildung liegen fast nur Legenden und Spekulationen vor. In Malta hielt man ihn für einen Franzosen. Sein sizilianischer Urenkel Sebastiano Zafarana Ittar behauptete, er habe einen toskanischen Grafen zum Vorfahren gehabt. In der Enciclopedia di Catania heißt es, er sei vielleicht 1740 in Florenz geboren. Laut Familienpapieren eines Nachkommen aus der heutigen Ukraine dagegen sind die Ittar seit 1500 in Polen-Litauen nachweisbar. Vor 1735 besaßen sie das Gut Hołowczyce bei Aschmjany (polnisch Oszmiana) im heutigen Belarus, siedelten dann aber nach Wolhynien über.
Laut Piotr Bohdziewicz wäre Ittar vom römischen Architekten Francesco Placidi beeinflusst worden, der zum Beispiel die Trinitarierkirche in Krakau errichtete. Paweł Migasiewicz bezeichnet demgegenüber Paweł Giżycki und Paolo Fontana, von denen unter anderem Kirchen in Tschortoryjsk (Czartorysk) bzw. Isjaslaw (Zasław) stammen, als mögliche Lehrmeister Ittars. Auch schreibt er, dieser habe wohl die von Jan de Witte entworfene Klosterkirche in Berdytschiw (Berdyczów) gekannt. Vielleicht beteiligte sich Ittar an der Entstehung des Hauptwerks des Artillerieoffiziers und späteren Generalleutnants Witte, der Dominikanerkirche in Lwiw (Lwów). Jedenfalls erhielt er dort 1754 von Großhetman Jan Klemens Branicki das Patent als Leutnant der polnischen Kronarmee, was Bohdziewicz mit der Ernennung zum Architekten gleichsetzte.

## Rom

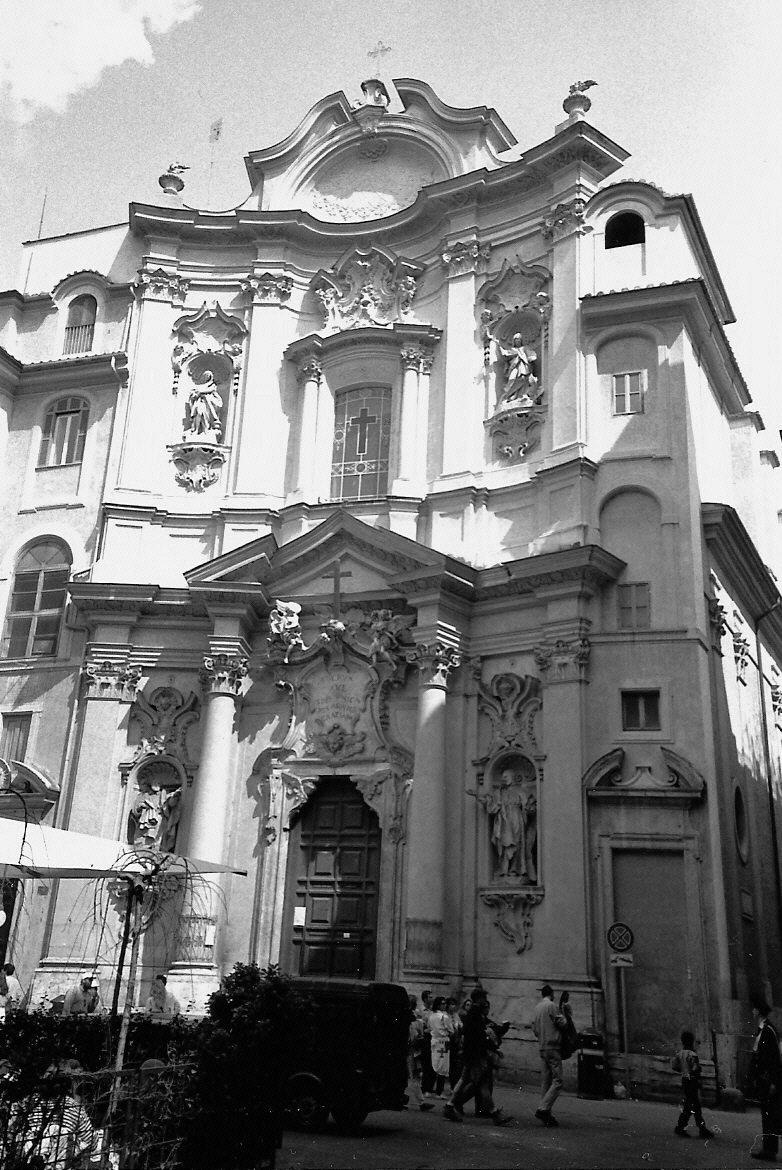
Giuseppe Sardi: Santa Maria Maddalena in Rom.

Wann Ittar Polen verließ, ist unbekannt. Er muss während längerer Zeit in Rom gelebt haben, sonst hätte er sich später (so auch in seiner Heiratsurkunde) nicht als Römer ausgeben können. Laut Armando Antista war er mit den in Sizilien beliebten Inventionen Borrominis und den an der Accademia di San Luca angewandten Techniken und Regeln vertraut. Seine Fassade der Collegiata in Catania erinnerte Francesco Fichera an jene der Kirche Santa Maria Maddalena von Giuseppe Sardi in Rom. Giuseppe Dato und Giuseppe Pagnano ziehen auch Einflüsse weniger bekannter Architekten wie Gabriele Valvassori, Pietro Passalacqua, Filippo Raguzzini, Domenico Gregorini, Carlo De Dominicis oder Carlo Marchionni in Betracht. Dass Ittar in der Ewigen Stadt von Kardinal Alessandro Albani protegiert worden sei, ist eine Vermutung des britischen Kunsthistorikers und Sowjetspions Anthony Blunt.

## Catania

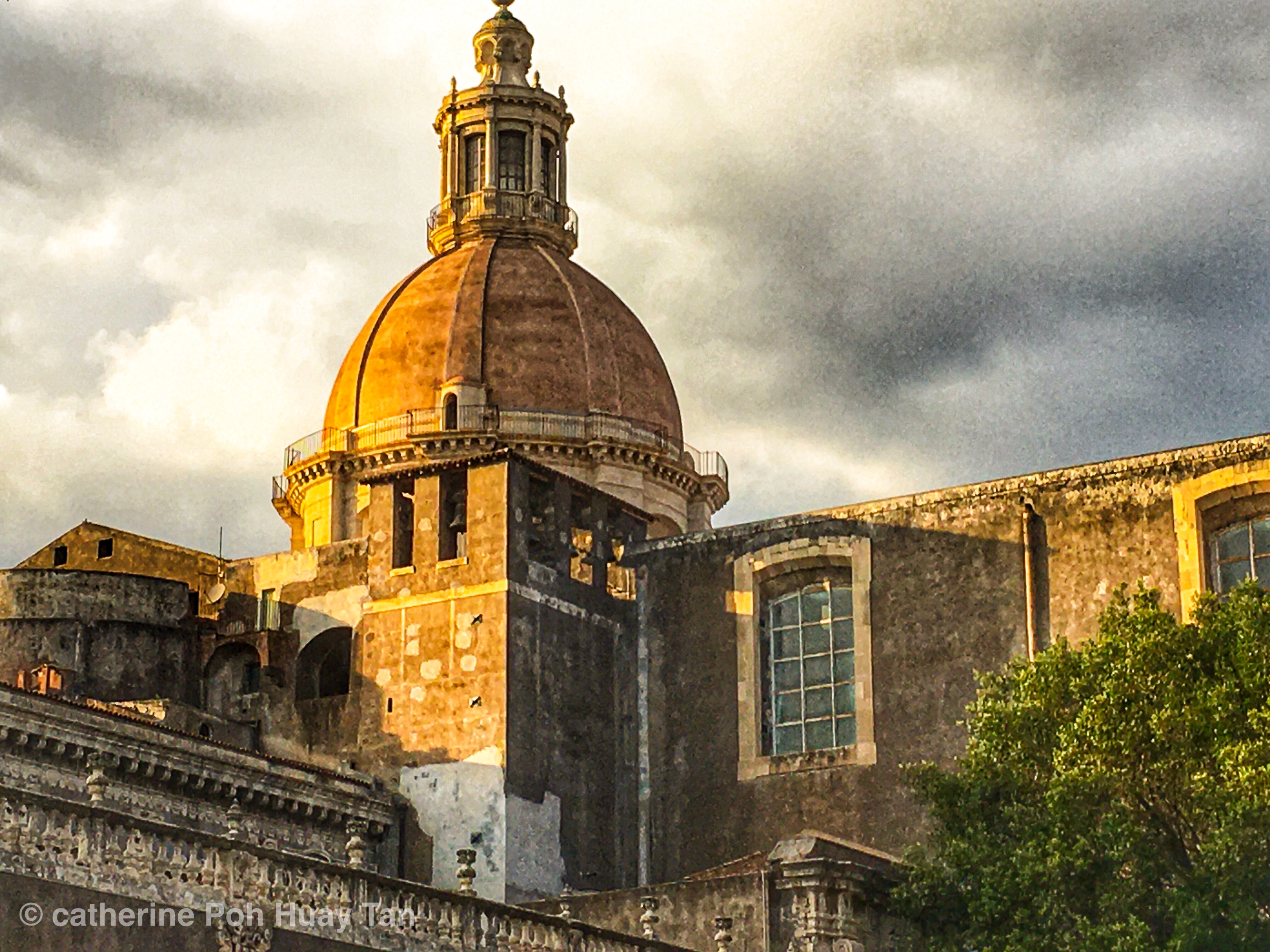
Kuppel von San Nicolò l’Arena.

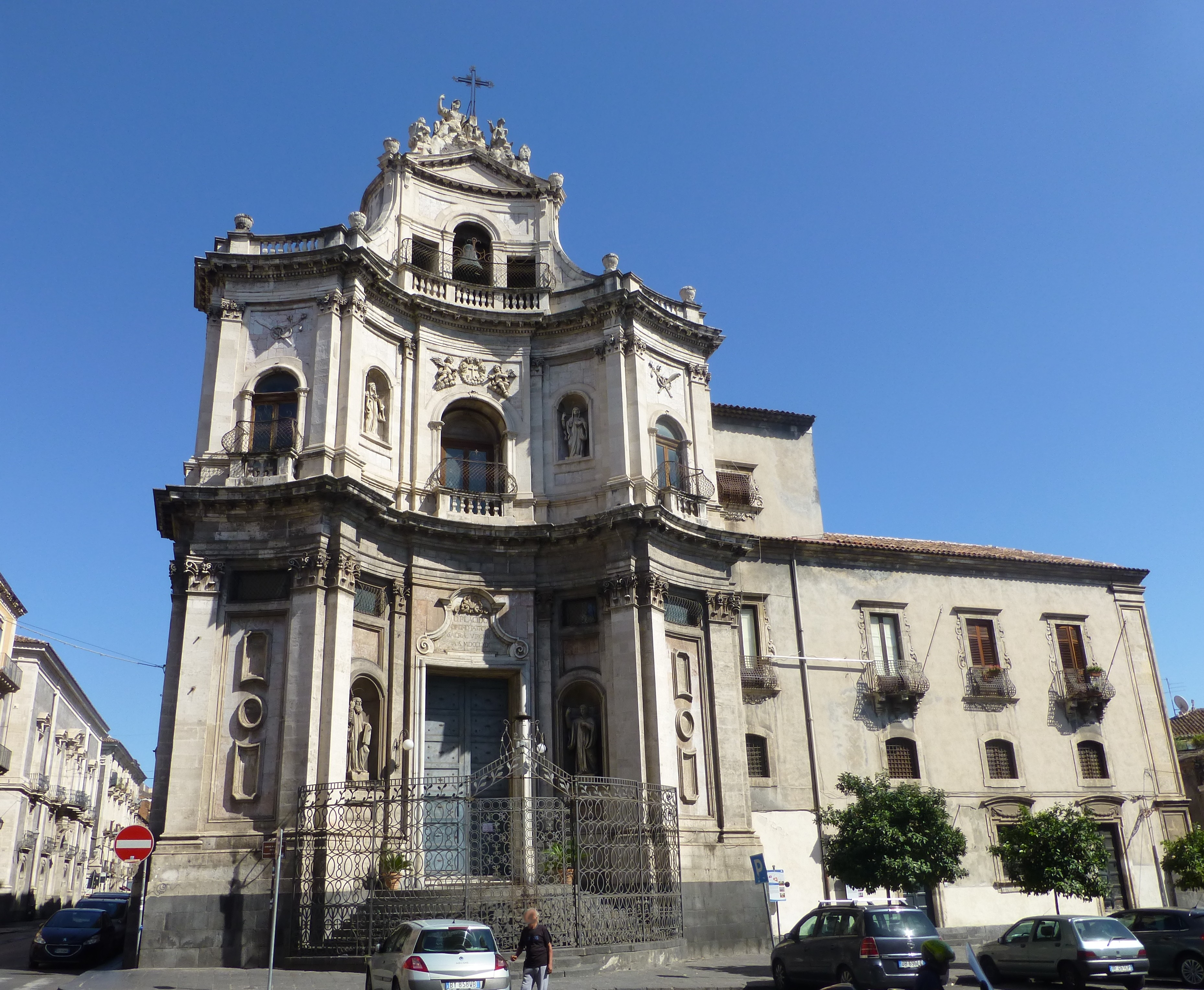
Fassade von San Placido.

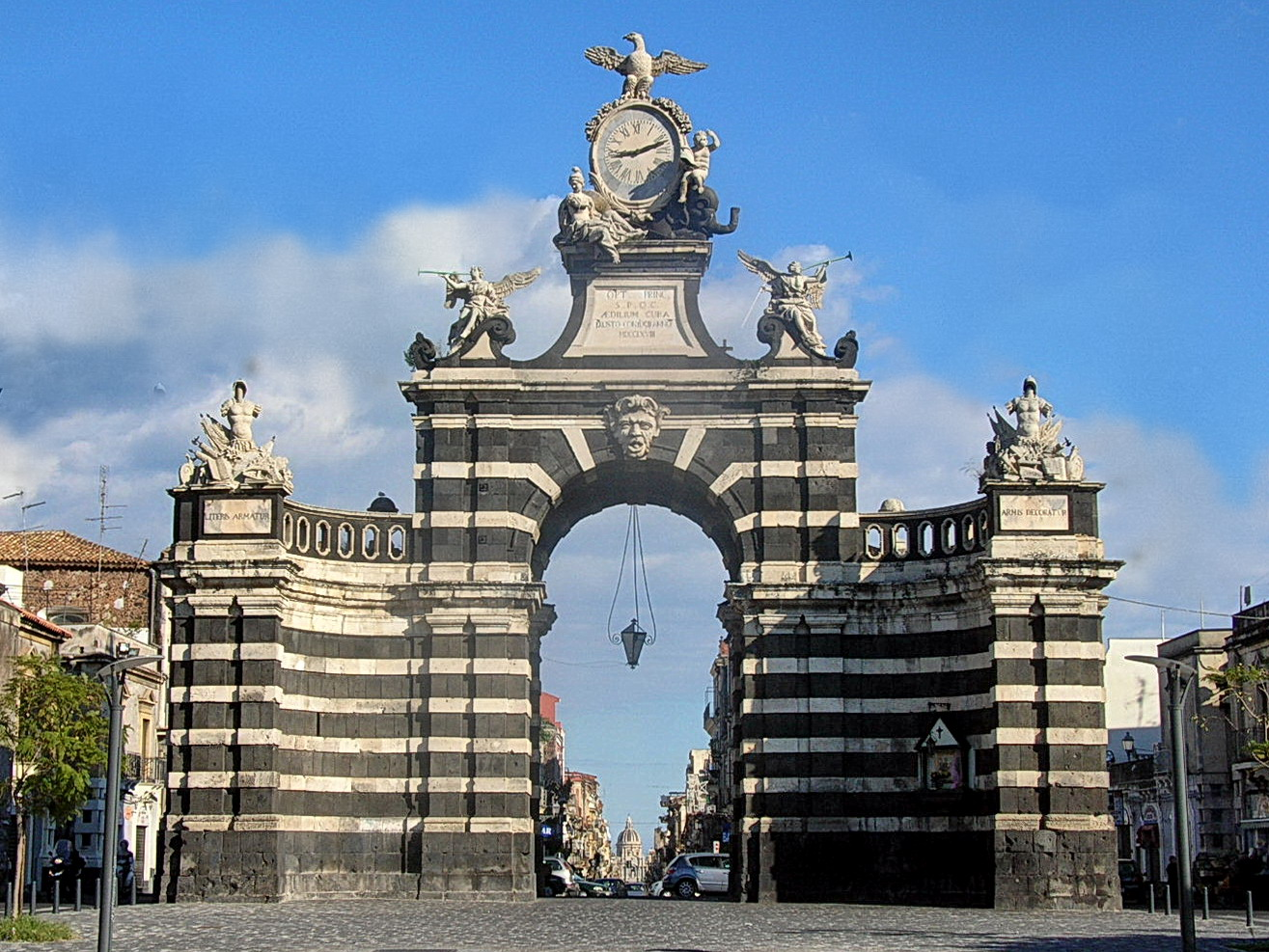
Porta Garibaldi (Ferdinandea) aus abwechselnden Lagen von Lava und Kalkstein.

Ittars künftige Wirkungsstätte Catania war 1693 durch das Erdbeben im Val di Noto (historische Verwaltungseinheit im Südosten Siziliens) zerstört worden und befand sich noch immer im Wiederaufbau. Mit dem Wegzug von Giovan Battista Vaccarini (1702–1768) und dem Tod von Giuseppe Palazzotto (1702–1764) hatte sie zwei bedeutende Architekten verloren. Bevor Ittar in die Stadt kam, wurde er laut Zafarana Ittar an den spanischen Hof berufen, doch hinterließ er dort keine Spuren. 1765 soll er die Reise angetreten haben, welche ihn schließlich an den Fuß des Ätnas führte.
Aus Messina ließen ihn die Benediktiner von San Nicolò l’Arena 1766 nach Catania kommen, damit er den Bau ihres Klosters begutachte, den Giovan Battista Contini vor 1693 begonnen und zuletzt hintereinander Vaccarini, Francesco Battaglia (1701–1788) und Palazzotto geleitet hatten. Ignazio Paternò Castello, Fürst von Biscari – das Oberhaupt der lokalen Freimaurer – soll Ittar protegiert und 1767 dessen Ehe mit Rosaria, einer Tochter Battaglias, arrangiert haben. Wir wissen nicht, ob Ittar Rosaria mitnahm, als er 1768 Luzk (Łuck) und Schytomyr (Żytomierz) besuchte, wo er noch Besitz zu verkaufen hatte. Sonst blieb er nun bis 1784 praktisch ununterbrochen in Catania.
Zu Palazzottos Nachfolger ernannt, entwarf er für die Benediktiner die halbelliptische Gebäudekulisse vor der Klosterkirche, die heutige Piazza Dante. Er stellte die von Vaccarini begonnenen Gemeinschaftsräume (Refektorium, Bibliothekssaal) fertig. Vor allem aber vollendete er die Kirche, das größte Gotteshaus Siziliens. Diese war 1755 wegen Baumängeln teilweise eingestürzt. 1778–1780 errichtete Ittar die 62 m hohe Kuppel, welche seither allen Erdbeben standgehalten hat. Sie diente später Battaglias Neffen Carmelo († 1799) als Vorbild für die Kuppel der Kathedrale.
Im Architekturwettbewerb um die Gestaltung der Fassade von San Nicolò l’Arena unterlag Ittars Projekt mit konkavem Mittelteil. Carmelo Battaglia vermochte das von der Lateranbasilika in Rom inspirierte siegreiche Projekt eines Anonymus nicht mehr zu vollenden.
Neben den Bauten für die Benediktiner errichtete Ittar in Catania namentlich die Fassaden der Collegiata (aus elfenbeinfarbenem Kalk- und olivfarbenem Sandstein), der Chiesa di San Placido und der Chiesa di San Martino dei Bianchi (aus weißem Carrara- und rotem Taormina-Marmor).  Über die Collegiata schrieb Fichera:

„Ittars Geist muss sich in einem wahren Zustand der Euphorie befunden haben, als er diese Kirche entwarf (…)“

Zusammen mit seinem Schwiegervater errichtete Ittar zur Heirat Ferdinands III. von Sizilien, eines Enkels Augusts III. von Polen, die heute Porta Garibaldi genannte Porta Ferdinandea (aus wechselnden Lagen von schwarzer Lava und weißem Kalkstein).
Zum Teil gemeinsam mit Francesco Battaglia, war Ittar außerdem an folgenden Bauwerken Catanias beteiligt:
- Chiesa della Santisssima Trinità
- Chiesa di Sant’Agata la Vetere
- Collegio Cutelli
- Collegio di Propaganda Fide
- Convento dell’Indirizzo
- Kathedrale
- Palazzo del Senato (Palazzo degli Elefanti)
- Palazzo dell’Università
- Palazzo Ardizzone
- Palazzo Biscari
- Palazzo Cilestri, später Tricomi
- Palazzo Fassari Pace
- Palazzo San Martino Pardo
- Palazzo Misterbianco
- Casa di Musumeci
- Piano di San Filippo, heute Piazza Mazzini

Außerhalb Catanias werden Ittar das Monastero della Santissima Annunziata in Paternò, die zweite der insgesamt drei eingestürzten Kuppeln der Kathedrale von Noto und das Vestibül der Chiesa di San Michele in Acireale zugeschrieben.

## Malta

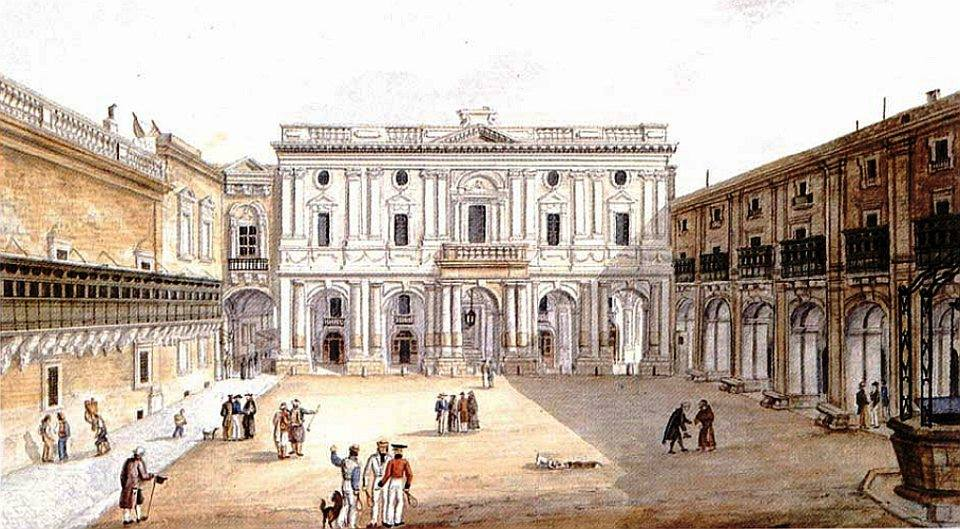
Nationalbibliothek in Valletta, Malta (Zustand um 1830).

1783 begann Ittar mit dem Großmeister des Malteserordens Emmanuel de Rohan über den Bau einer Bibliothek zu verhandeln. 1784 fuhr er nach Malta, aber auch über Rom nach Schytomyr, wo er ein Testament verfasste. Im selben Jahr siedelte er mit der Familie nach Valletta über, das wie die Altstadt von Lwiw und die spätbarocken Städte Südostsiziliens zum UNESCO-Welterbe gehört. Neben der heutigen Nationalbibliothek errichtete er die Villa Agata in Floriana – die ersten Bauten des Neoklassizismus (in der internationalen Bedeutung des Begriffs) in dem Inselstaat. Doch wird ihm auch der Entwurf der spätbarocken Chiesa di Santa Maria di Porto Salvo in Valletta zugeschrieben. Dass er Selbstmord begangen habe, ist eine Erfindung – er wurde mit allen kirchlichen Ehren bestattet.
Noch immer gilt, was der maltesische Kunsthistoriker Vincenzo Bonello schrieb:

„Stefano Ittar ist trotz seines sehr wertvollen Werkes in Catania und in Malta noch nicht zu jener angemessenen Bekanntheit gelangt, die er verdiente.“

Die Querstraße vor der Porta Garibaldi in Catania heißt heute Via Ittar.
Von Ittars neun Kindern ergriffen Sebastiano (1768–1847) und Henryk Ittar (1773–1850) den Beruf des Vaters. Ersterer begleitete 1803 Lord Elgin nach Griechenland und wirkte in Sizilien und Malta. Letzterer war in der polnischen Heimat des Vaters unter anderem für die Magnatenfamilien Radziwiłł und Zamoyski tätig.